# Schüpplinge
Die Schüpplinge (Pholiota) sind eine Pilzgattung aus der Familie der Träuschlingsverwandten.
Die Typusart ist der Sparrige Schüppling (Pholiota squarrosa).

## Merkmale

### Makroskopische Merkmale
Die kleinen bis großen Blätterpilze wachsen häufig büschelig und haben gelbe, braune bis olivgrüne Farben. Charakteristisch ist die oft auffallend schuppige Hutoberfläche, auf die sich der deutsche Name der Gattung bezieht. Die Oberfläche kann auch schleimig sein. Der Hut ist gewölbt und bleibt am Rand lange eingerollt. Die gelblichen, olivbraunen bis braunen Lamellen sind abgerundet bis breit am Stiel angewachsen. Das Sporenpulver ist tonbraun, seltener rost- oder graubraun. Der Stiel steht zentral bis exzentrisch, die Oberfläche ist entweder schuppig oder kahl, selten auch schleimig.

### Mikroskopische Merkmale
Die Huthaut besteht aus mehr oder weniger radial angeordneten Hyphen, die in den Schüppchen aufgerichtet sind. An den Querwänden der Pilzfäden befinden sich Schnallen. Die Lamellen besitzen sowohl auf der Fläche als auch auf der Schneide Zystiden. Die Sporen sind relativ klein, elliptisch bis leicht bohnenförmig, glattwandig und braun. Sie besitzen meist einen Keimporus.

## Ökologie
Die Schüpplinge sind in der Regel saprobiontische Holzbewohner, die im befallenen Holz eine Weißfäule hervorrufen. Einige Arten weisen auch mild parasitische Potenzen auf. Daneben werden auch andere pflanzliche Substrate sowie Humus und Holzkohle von Schüpplingsarten besiedelt.

## Arten
Die Gattung umfasst weltweit ca. 150 Arten, von denen etwa 30 in Europa vorkommen.
| Schüpplinge (Pholiota) in Europa |                         |                                                    |
| \| Deutscher Name \| Wissenschaftlicher Name \| Autorenzitat \| \| ----------------------------------------------- \| ----------------------- \| -------------------------------------------------- \| \| Schmieriger Buchen- oder Schleimiger Schüppling \| Pholiota adiposa \| (Batsch 1786 : Fries 1821) P. Kummer 1871 \| \| Goldfell-Schüppling \| Pholiota aurivella \| (Batsch 1786 : Fries 1821) P. Kummer 1871 \| \| Weiden-Schüppling \| Pholiota conissans \| (Fries 1838) Kuyper & Tjallingii-Beukers 1986 \| \| Blassblättriger Schüppling \| Pholiota elegans \| Jacobsson 1991 ('1990') \| \| Feuer-Schüppling \| Pholiota flammans \| (Batsch 1783 : Fries 1821) P. Kummer 1871 \| \| Schwefelgelber Schüppling \| Pholiota flavida \| (Schaeffer 1774 : Fries 1821) Singer 1951 ('1949') \| \| Derber Schüppling \| Pholiota fusus \| (Batsch 1789) Singer 1951 ('1949') \| \| Feuchtstellen- oder Gras-Schüppling \| Pholiota graminis \| (Quélet 1887) Singer 1951 ('1949') \| \| Strohblasser Schüppling \| Pholiota gummosa \| (Lasch 1828 : Fries 1832) Singer 1951 ('1949') \| \| Torfmoos- oder Moor-Schüppling \| Pholiota henningsii \| (Bresadola 1890) P.D. Orton 1960 \| \| Kohlen-Schüppling \| Pholiota highlandensis \| (Peck 1872) Quadraccia & Lunghini 1990 \| \| Pinsel-Schüppling \| Pholiota jahnii \| Tjallingii-Beukers & Bas 1986 \| \| Tonweißer oder Tonfalber Schüppling \| Pholiota lenta \| (Persoon 1801 : Fries 1821) Singer 1951 ('1949') \| \| Hochthronender Schüppling \| Pholiota limonella \| (Peck 1879) Saccardo 1887 \| \| Weißflockiger Schüppling \| Pholiota lubrica \| (Persoon 1801 : Fries 1821) Singer 1951 ('1949') \| \| Fettiger Schüppling \| Pholiota lucifera \| (Lasch 1828) Quélet 1872 \| \| Lundbergs Schüppling \| Pholiota lundbergii \| Jacobsson 1997 \| \| Runzel-Schüppling \| Pholiota mixta \| (Fries 1838) Kuyper & Tjallingii-Beukers 1986 \| \| \| Pholiota mucigera \| Holec & Niemelä 2000 \| \| Südlicher Schüppling \| Pholiota ochroflavida \| (Malençon 1970) Bon 1976 \| \| Schilf-Schüppling \| Pholiota pityrodes \| (V. Briganti & F. Briganti 1844) Holec 2001 \| \| Seidiger oder Zwerg-Schüppling \| Pholiota scamba \| (Fries 1818 : Fries 1821) M.M. Moser 1967 \| \| Nadelholz- oder Zweifarbiger Schüppling \| Pholiota spumosa \| (Fries 1821 : Fries 1821) Singer 1951 ('1949') \| \| Sparriger Schüppling \| Pholiota squarrosa \| (Weigel 1772 : Fries 1821) P. Kummer 1871 \| \| Bleicher oder Ockerblasser Schüppling \| Pholiota squarrosoides \| (Peck 1879) Saccardo 1887 \| \| Schwefelkopf-Schüppling \| Pholiota subochracea \| (A.H. Smith 1944) A.H. Smith & Hesler 1968 \| \| Rötender oder Krummstiel-Schüppling \| Pholiota tuberculosa \| (Schaeffer 1774 : Fries 1821) P. Kummer 1871 \| |                         |                                                    |
| Deutscher Name | Wissenschaftlicher Name | Autorenzitat                                       |
| Schmieriger Buchen- oder Schleimiger Schüppling | Pholiota adiposa        | (Batsch 1786 : Fries 1821) P. Kummer 1871          |
| Goldfell-Schüppling | Pholiota aurivella      | (Batsch 1786 : Fries 1821) P. Kummer 1871          |
| Weiden-Schüppling | Pholiota conissans      | (Fries 1838) Kuyper & Tjallingii-Beukers 1986      |
| Blassblättriger Schüppling | Pholiota elegans        | Jacobsson 1991 ('1990')                            |
| Feuer-Schüppling | Pholiota flammans       | (Batsch 1783 : Fries 1821) P. Kummer 1871          |
| Schwefelgelber Schüppling | Pholiota flavida        | (Schaeffer 1774 : Fries 1821) Singer 1951 ('1949') |
| Derber Schüppling | Pholiota fusus          | (Batsch 1789) Singer 1951 ('1949')                 |
| Feuchtstellen- oder Gras-Schüppling | Pholiota graminis       | (Quélet 1887) Singer 1951 ('1949')                 |
| Strohblasser Schüppling | Pholiota gummosa        | (Lasch 1828 : Fries 1832) Singer 1951 ('1949')     |
| Torfmoos- oder Moor-Schüppling | Pholiota henningsii     | (Bresadola 1890) P.D. Orton 1960                   |
| Kohlen-Schüppling | Pholiota highlandensis  | (Peck 1872) Quadraccia & Lunghini 1990             |
| Pinsel-Schüppling | Pholiota jahnii         | Tjallingii-Beukers & Bas 1986                      |
| Tonweißer oder Tonfalber Schüppling | Pholiota lenta          | (Persoon 1801 : Fries 1821) Singer 1951 ('1949')   |
| Hochthronender Schüppling | Pholiota limonella      | (Peck 1879) Saccardo 1887                          |
| Weißflockiger Schüppling | Pholiota lubrica        | (Persoon 1801 : Fries 1821) Singer 1951 ('1949')   |
| Fettiger Schüppling | Pholiota lucifera       | (Lasch 1828) Quélet 1872                           |
| Lundbergs Schüppling | Pholiota lundbergii     | Jacobsson 1997                                     |
| Runzel-Schüppling | Pholiota mixta          | (Fries 1838) Kuyper & Tjallingii-Beukers 1986      |
| | Pholiota mucigera       | Holec & Niemelä 2000                               |
| Südlicher Schüppling | Pholiota ochroflavida   | (Malençon 1970) Bon 1976                           |
| Schilf-Schüppling | Pholiota pityrodes      | (V. Briganti & F. Briganti 1844) Holec 2001        |
| Seidiger oder Zwerg-Schüppling | Pholiota scamba         | (Fries 1818 : Fries 1821) M.M. Moser 1967          |
| Nadelholz- oder Zweifarbiger Schüppling | Pholiota spumosa        | (Fries 1821 : Fries 1821) Singer 1951 ('1949')     |
| Sparriger Schüppling | Pholiota squarrosa      | (Weigel 1772 : Fries 1821) P. Kummer 1871          |
| Bleicher oder Ockerblasser Schüppling | Pholiota squarrosoides  | (Peck 1879) Saccardo 1887                          |
| Schwefelkopf-Schüppling | Pholiota subochracea    | (A.H. Smith 1944) A.H. Smith & Hesler 1968         |
| Rötender oder Krummstiel-Schüppling | Pholiota tuberculosa    | (Schaeffer 1774 : Fries 1821) P. Kummer 1871       |

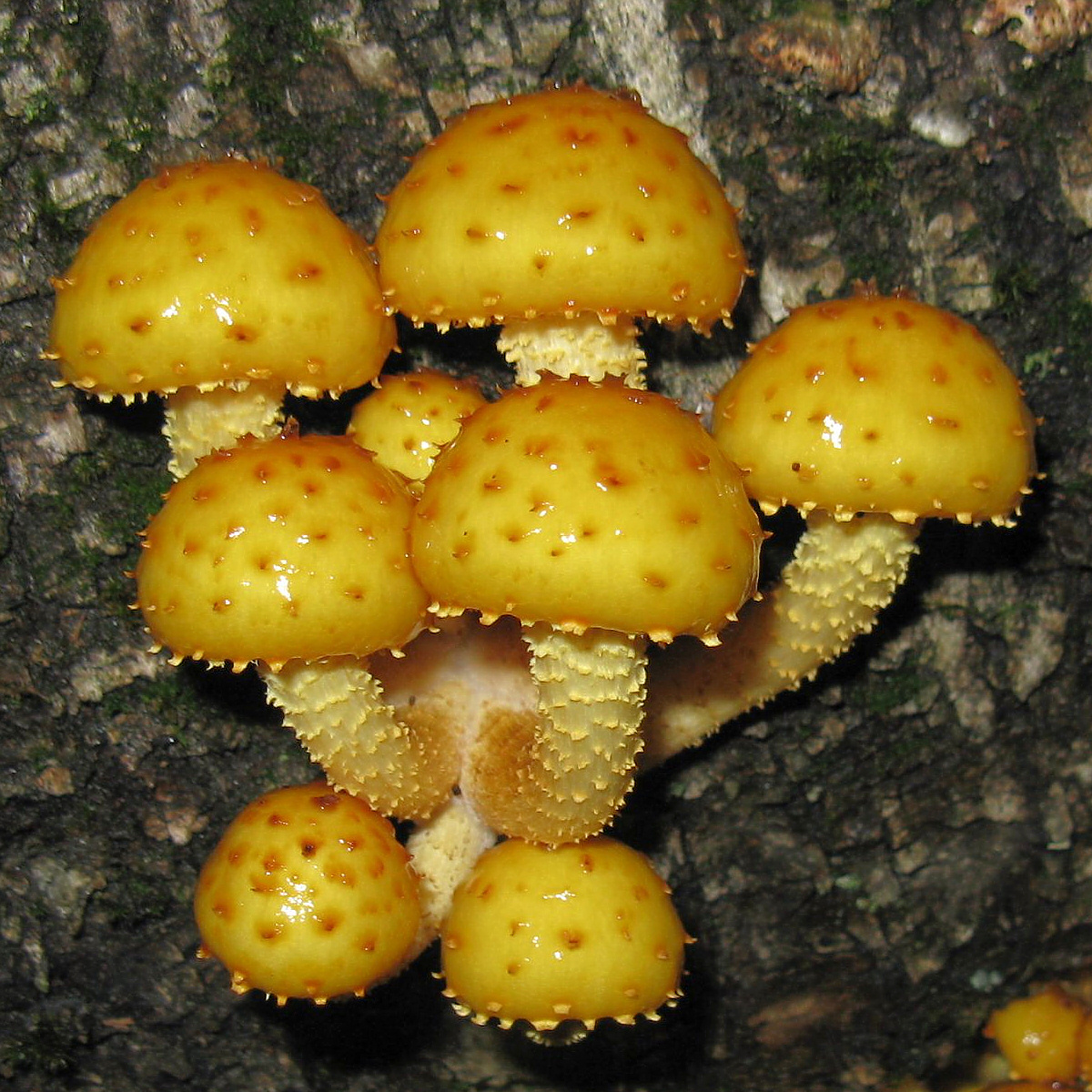
Goldfell-Schüppling Pholiota aurivella
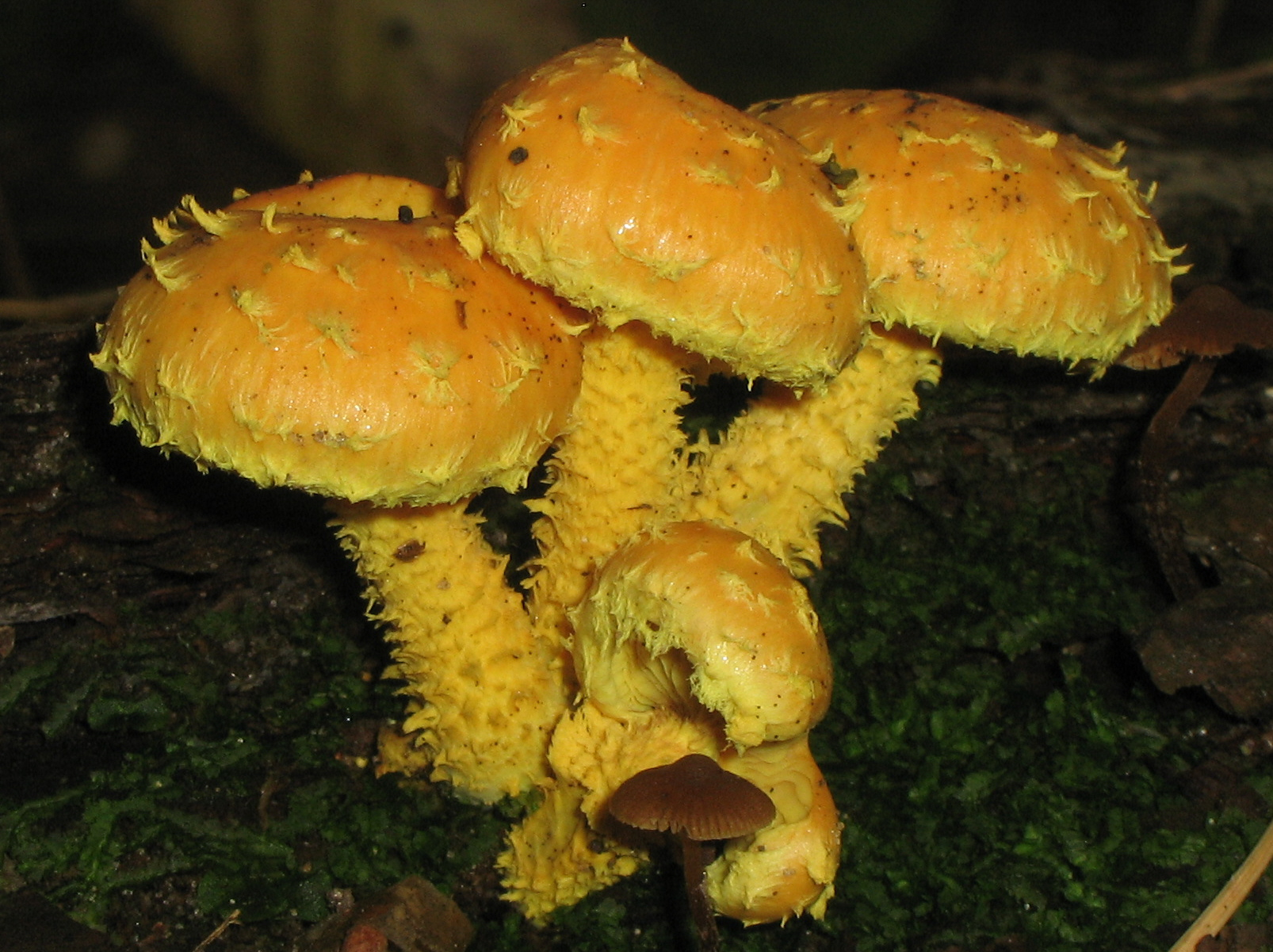
Feuer-Schüppling Pholiota flammans
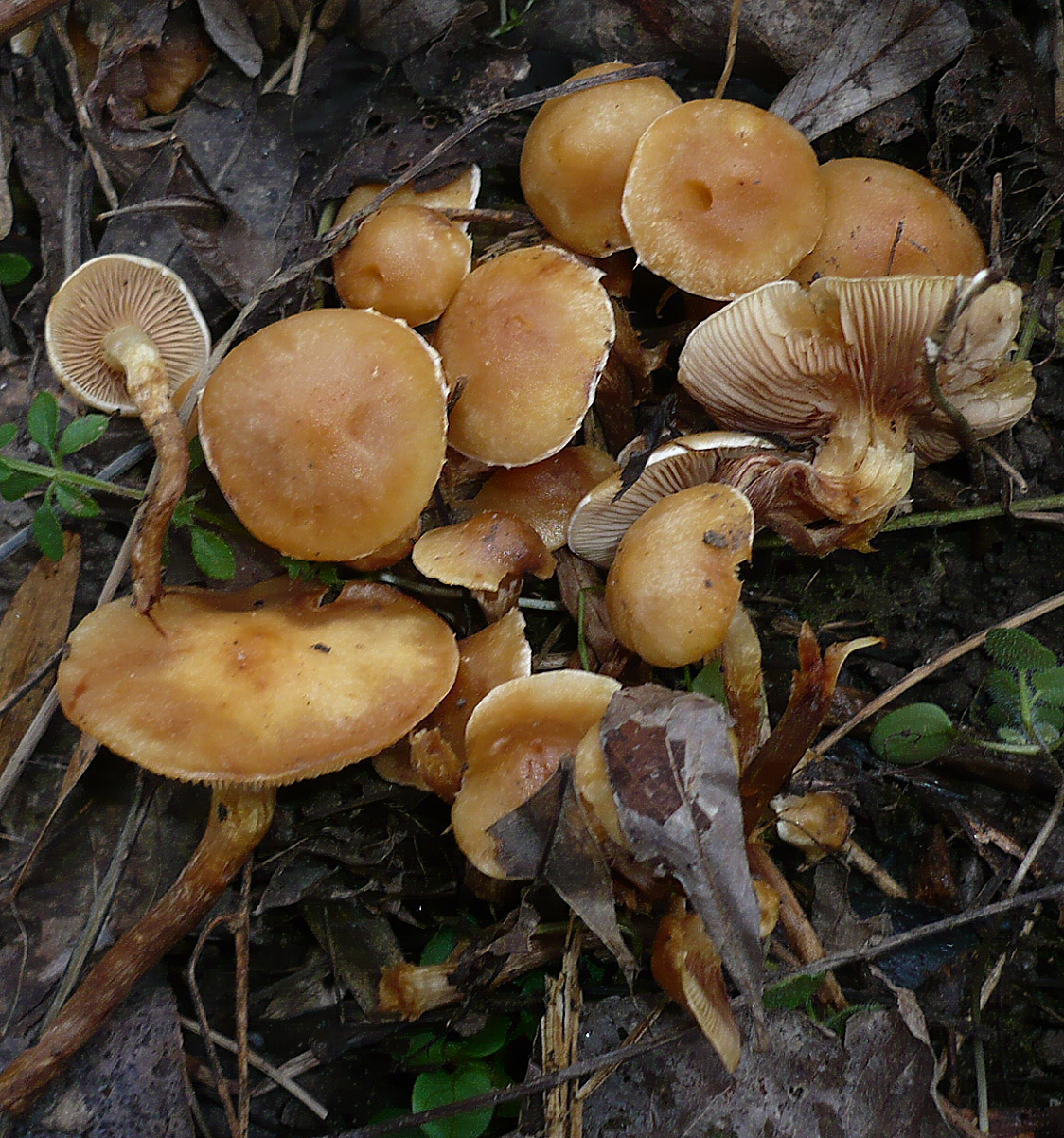
Feuchtstellen-Schüppling Pholiota graminis
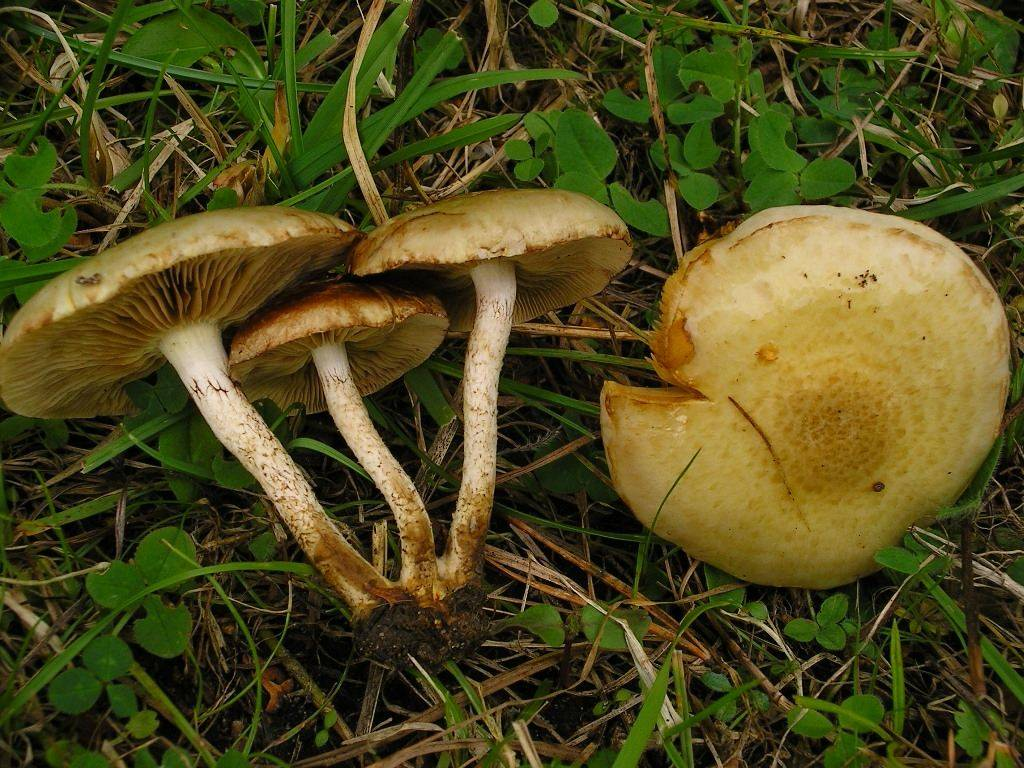
Gummi-Schüppling Pholiota gummosa
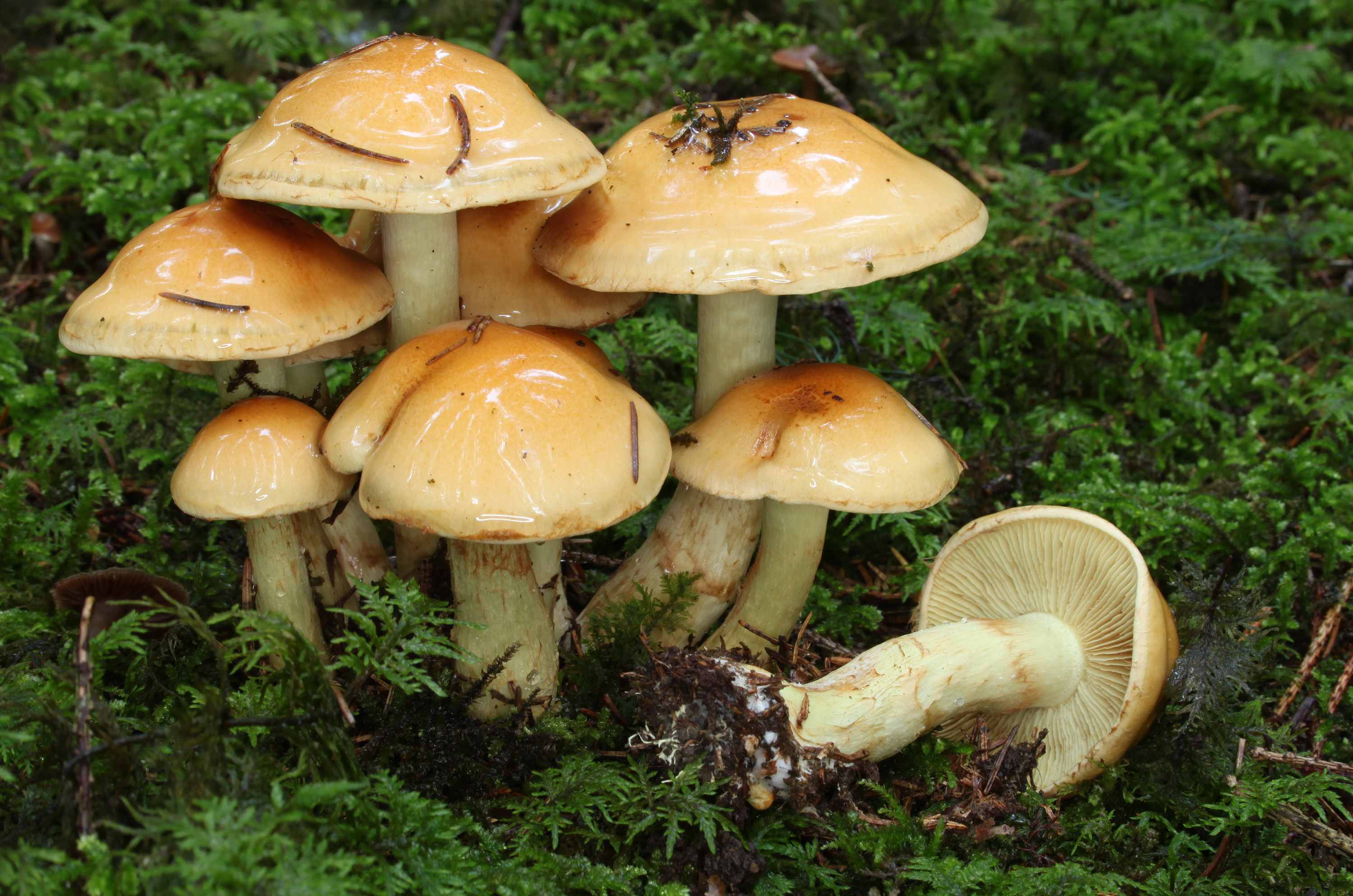
Tonweißer Schüppling Pholiota lenta
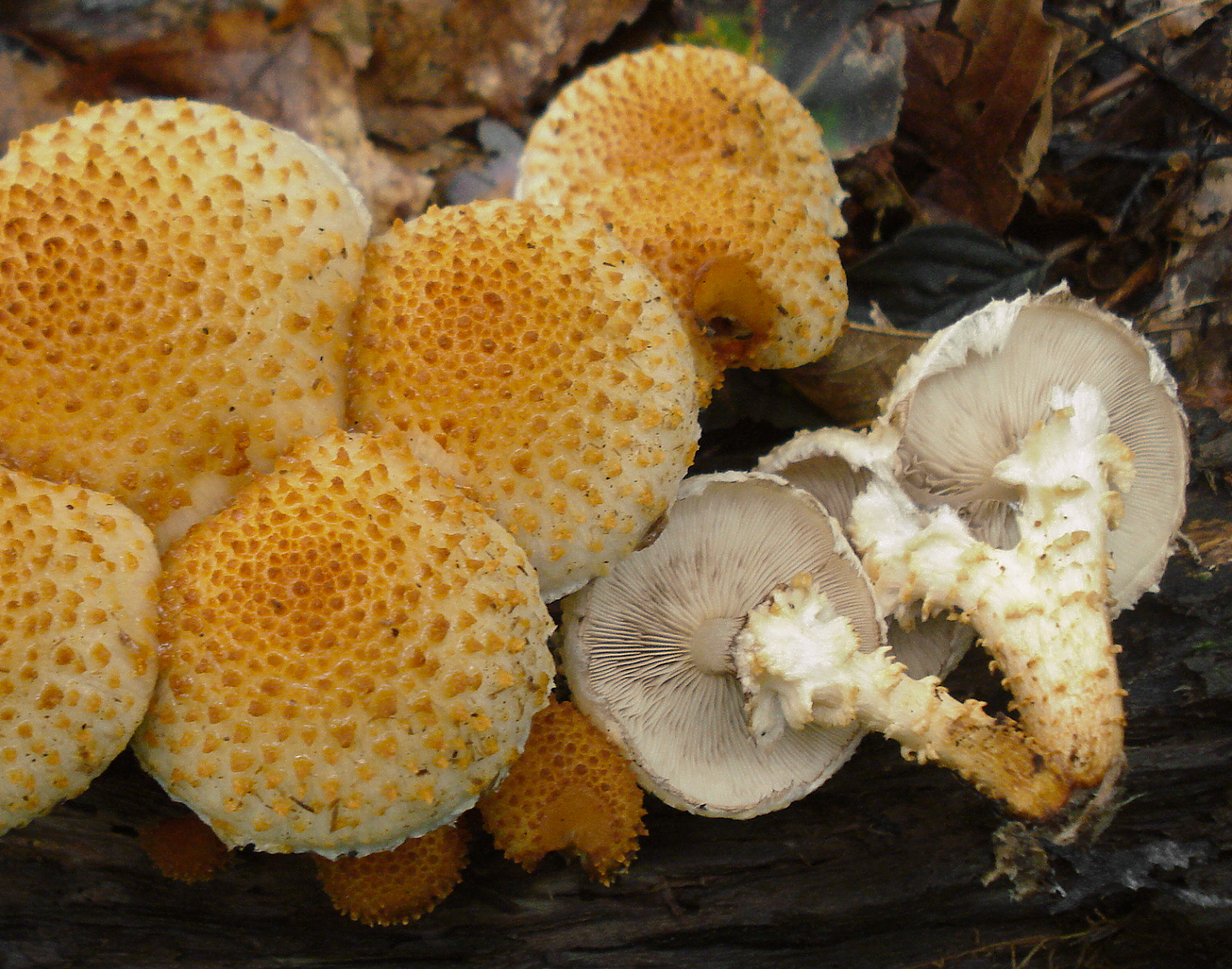
Bleicher Schüppling Pholiota squarrosoides
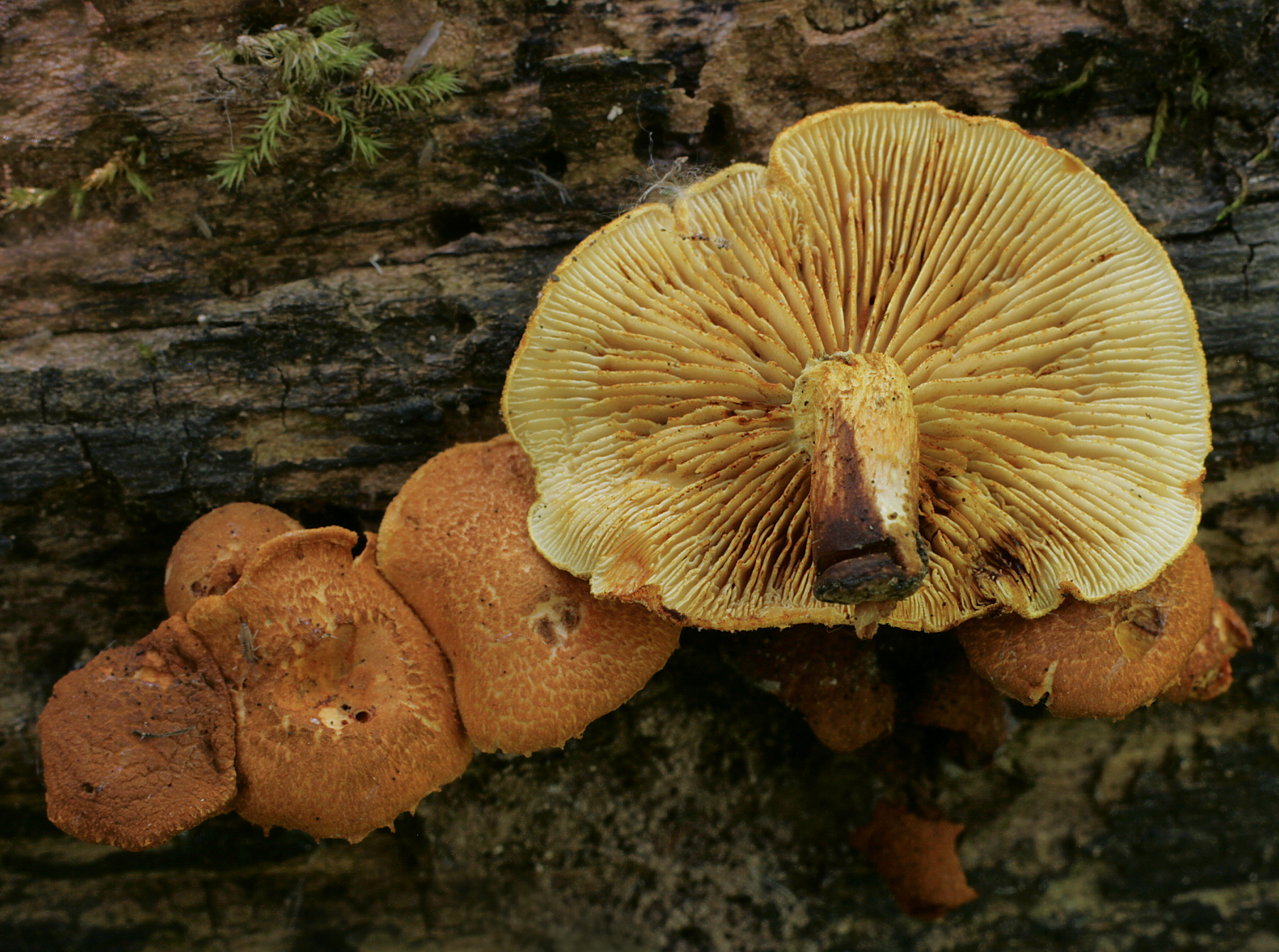
Rötender Schüppling Pholiota tuberculosa

Einige Pilzarten zählten früher zur Gattung Pholiota, stellten sich aber durch phylogenetische Untersuchungen als nicht näher mit den anderen Schüpplingen verwandt heraus. Der Safranrote Schüppling wurde in die neue Gattung Pyrrhulomyces gestellt und heißt jetzt Pyrrhulomyces astragalinus. Der Erlen-Schüppling (Flammula alnicola) und der Kiefern-Schüppling (Flammula pinicola) stehen mittlerweile in der Gattung Flammula, die in der Familie Hymenogastraceae verordnet ist.

## Bedeutung
Einige Schüpplings-Arten sind essbar, das Japanische Stockschwämmchen (Pholiota nameko) wird auch kultiviert.